# Luís Alberto Alves Severino
Luís Alberto Alves Severino, conosciuto semplicemente come Luís Alberto (5 novembre 1942), è un allenatore di calcio ed ex calciatore brasiliano, di ruolo difensore.

## Carriera

### Calciatore
Luís Alberto si forma nel Ceres per poi venire ingaggiato dal Bangu su suggerimento di Eduardo Moura.
Con gli Alvirrubro giocò nella prima squadra dal 1959 al 1968, vincendo un campionato Carioca (1966) e un Torneio Início do Rio de Janeiro (1964).
Nell'estate 1967 con il Bangu disputò il campionato nordamericano organizzato dalla United Soccer Association: accadde infatti che tale campionato fu disputato da formazioni europee e sudamericane per conto delle franchigie ufficialmente iscritte al campionato, che per ragioni di tempo non avevano potuto allestire le proprie squadre. Il Bangu rappresentò gli Houston Stars, che concluse la Western Division al quarto posto finale.
Nel 1970 passa in prestito al Flamengo e poi torna brevemente al Bangu, prima di venire ingaggiato dall'América-MG. Nel 1975 è ingaggiato dall'Americano, club con cui vince il campionato fluminense 1975.
Nello stesso anno ritornò al Bangu ove chiuse la carriera agonistica nel 1975.

### Allenatore
Ha la prima esperienza come allenatore all'Americano, per tornare al Bangu come allenatore nel biennio 1977-1978, guidandolo nella IV Copa Brasil. Ritornerà alla guida degli Alvirrubro nel 1997. Oltre alle citate esperienza in patria, ha trascorso inoltre circa vent'anni della sua carriera da allenatore in Asia, tra il Nepal ed il Vietnam.

## Palmarès

### Competizioni statali
- Torneio Início do Rio de Janeiro: 1

Bangu: 1964
- Campionato Carioca: 1

Bangu: 1966
- Campionato Fluminense: 1

Americano: 1975